# Bassivity Digital
Bassivity Digital, Basiviti didžital (ranije Bassivity Music, Basiviti mjuzik; puno ime: Bassivity preduzeće za muzičku produkciju d.o.o. Beograd) produkcijska je kuća iz Srbije koja se bavi izdavanjem albuma hip hop izvođača i sinhronizacijom animiranog i igranog sadržaja za bisokope. Osnovana 2001. godine kao Bassivity Music, ova kuća je sarađivala sa velikim brojem muzičara sa celog Balkana, među kojima su V.I.P., Marčelo, Struka, Edo Majka i drugi. Od 2005. godine su svoj fokus prebacili na tržište SAD, pa se u tom periodu izdvajaju saradnje sa muzičarima poput -a, Frenč Montane i Ankl Murde. Tokom 2012. su promenili ime u Bassivity Digital i posvetili se ponovo srpskim muzičarima, od kada hip hop u Srbiji postaje sve popularniji,  a u njihovoj produkciji nastao je veliki broj albuma i pesama muzičara kao što su Rasta, Kendi, Foks, Surreal, Senidah, Rimski, Klinac i drugi.

## Istorija

### Basiviti mjuzik
Srpski producent Vanja Ulepić, poznatiji kao Oneya, pokrenuo je ideju o osnivanju Basivitija oko 2000. godine. Prvi projekti počeli su da se rade u junu 2001, kada je Basiviti bio samo produkcijska kuća i studio u kome su snimane pesme. Oko Oneje su u to vreme okupljenu ekipu činili Reksona i Ikac iz -a, Bad Copy, Šorti i Marčelo. Dana 21. septembra 2001. godine Bassivity Music je postao zvanična izdavačka kuća, a iza izdavačke kuće stajala je advertajzing agencija Soul Flower, koja se bavila marketingom i video produkcijom i čiji je vlasnik bio Reksonin brat, Marko Milanković.
Prvi i jedini album koji je izašao pod okriljem Basivitija tokom 2002. godine izdala je grupa V.I.P. (Ekipa stigla). Od samih početaka Basivitija, njegovi izvođači nastupali su ne samo na teritoriji Srbije, već i u regionu, pa su tako već 2002. V.I.P. imali nastup na hip hop festivalu Street Explosion u Sloveniji. Takođe, Marčelo je iste godine imao svoj prvi koncert u Tuzli, u periodu kada je pripremao svoj album prvenac u Basiviti studiju. Album je, pod nazivom , izašao sledeće godine, i karakterističan je po tome što je, zahvaljujući njemu, Basiviti postao prva hip hop izdavačka kuća iz Srbije koja nije sarađivala samo sa izvođačima iz zemlje, već i sa umetnicima širom Balkana. Na tom albumu je gostovala hrvatska grupa Elemental na pesmi Bekstvo, kao i Edo Majka i Frenki, iz Bosne i Hercegovine, na pesmama Krem de la krem i Suze. Iste, 2003. godine Oneja je producirao kompilaciju Bassivity Mixtape: Prvi put na kojoj se pojavljuju V.I.P., Bad Copy, , Struka, Šorti i drugi. Te godine je Basiviti sarađivao sa Šortijem (Umotvorine), hrvatskim reperom General Woo-om, koji je, nakon raspada grupe Tram11, objavio svoj prvi solo album Takozvani, a saradnja je ostvarena i sa nizom muzičara (Struka, Suid, Edo Majka, Lud, El Prezidente, Bookey MC, Target, Remi, Trial, X3M, Who See, Beton Liga, Ikac) na zajedničkom albumu Ulice Vol. 1.
Tokom 2004. je izašao Strukin album Ipak se obrće, Strait Jackin je izbacio album 004, a Edo Majka Slušaj mater. U tom periodu Bassivity Music je bio na vrhuncu popularnosti, a veliki broj izvođača pojavljuje se na muzičkim lestvicama, kao i na brojnim televizijskim i radio kanalima.
Ipak, 2005. godine, zbog sve većeg uspeha i popularnosti, polako počinju sve veća neslaganja između muzičara, dolazi do sukoba na sceni, muzičari su počeli da napuštaju Basiviti. Sve je to dovelo do toga da Basiviti prestane sa radom 2006. godine. Vanja Ulepić se neposredno nakon toga preselio u Njujork i osnovao međunarodni ogranak Basivitija, prebacujući fokus delovanja Basivitija na tržište Sjedinjenih Američkih Država i poslove referentne u tamošnjoj muzičkoj industriji, pokušavajući da se probije i na to tržište. U tom periodu u Basivitiju je bila i Dženet Sjuel Alepik, Onejina supruga i višestruka dobitnica Gremi nagrade za najbolju produkciju.

### Basiviti didžital
Zahvaljujući sve većoj prisutnosti interneta i pritisku fanova, grupa V.I.P. je odlučila da 2010. godine izda svoj drugi album. Taj album, objavljen pod nazivom Živa istina i izdat za Basiviti i Maskom, predstavlja povratak Basivitija na srpsku scenu. Deset godina nakon osnivanja Bassivity Music-a, izdavačka kuća je februara 2010. promenila ime u Bassivity Digital i, na čelu sa Reljom Milankovićem, odlučila da se vrati srpskim izvođačima, pa je počela sa promocijom i povezivanjem afirmisanih i demo izvođača iz regiona, prodajom i download-om muzike, otvorila internet radio stanicu originalnog autorskog programa, kao i multi blog sa najsvežijim informacijama o svim aspektima urbane kulture.
U tom periodu počinje i saradnja između Basivitija i Raste. Počeci saradnje ostvareni su 2011. godine, kada je Rasta objavio album Superstar. Premda je album izdao za Mascom Records, miks i master su rađeni u Njujorku preko Basivitija. Nakon toga su nezvanično sarađivali na muzici za film Artiljero tokom 2012, a godinu dana kasnije Rasta je objavio prvu pesmu za Basiviti pod nazivom Marli, koja predstavlja nastavak njegove priče o legalizaciji marihuane, započete još prvim mikstеjpom i pesmom Legalizuj iz 2009. godine. Početkom jula 2014. godine, Rasta je objavio pesmu koja je imala presudan uticaj na njegovu karijeru i koja je proslavila i njega i Basiviti širom Balkana, a to je bila pesma Kavasaki. Iako je tema pesme bila sasvim obična i ne toliko inovativna, način na koji je obrađena omogućila je Rasti veliku popularnost, tako da ova pesma trenutno na sajtu Jutjub broji preko 50 miliona prikaza. Rasta se tokom 2015. godine odvojio i osnovao svoju produkcijsku kuću Balkaton, ali je još neko vreme nastavio saradnju sa Onejom iz Basivitija, koji mu je radio video produkciju.
Pored beogradskih, Basiviti je sarađivao i sa muzičarima širom Srbije, a drugo veliko središte hip hopa bio je Niš. Basiviti je u tom periodu sarađivao sa -om na albumu Ćelija 44 (2012), One Shot (Mali Mire, Zli Toni) je iste godine izbacio One Shot Mixtape (2012), Furio Đunta Lucidan potez (2013), Kendi je objavio mikstejp  Lak na obaraču (2013). i album Van dometa 2014. godine, a sredinom iste godine Rimski je za Basiviti izdao svoj prvi album Moj put. Tu su i regionalne saradnje, između ostalog sa crnogorskim reperom Sivilom — Tamna strana sreće (2013) i Ljeto kada su me krunisali (2015).
Basiviti je, uz povratak na srpsku scenu, ipak još neko vreme bio aktivan na međunarodnom nivou. Tokom 2014. godine Basiviti je sarađivao sa američkim muzičarima Rikom Rosom i Frenč Montanom, za koje je Cobi napisao pesmu Headache koja se našla na Rosovom albumu Hood Billionaire. Te godine su sarađivali i sa reperkom J. Dinero, za koju su snimili ceo album, a ostvarene su saradnje i sa Reakwon The Schef, Maino, Uncle Murda, Džimom Džounsom i brojnim drugim muzičarima i umetnicima.
Muzičari Basivitija su, zajedno sa kolegama iz producentskih kuća Blackout i FM Jam iz (redom) Hrvatske i Bosne i Hercegovine, tokom 2014. godine učestvovali u snimanju dokumentarnog filma Stani na put, koji govori o istoriji hip hopa na području ove tri države. Film su radili Red bul i MTV i izašao je novembra 2015, a za potrebe filma muzičari su snimili dve pesme.
Tokom 2017. godine, fejsbuk grupa pod nazivom I.N.D.I.G.O., u kojoj su mladi muzičari diskutovali o trendovima u hip hopu, postepeno je postala inkubator za mlade umetnike, što je Basiviti prepoznao i sa njima snimio zajednički album koji je objavljen maja 2018. i koji je dobio ime upravo po toj grupi. Ni nepunih godinu dana kasnije, februara 2019. godine objavljen je drugi deo tog albuma, I.N.D.I.G.O. Season 2.
Počev od 2012. godine, Basiviti svake godine organizuje Bassivity Digital Showcase, manifestaciju tokom koje nastoje da predstave kako nove, tako i afirmisane muzičare koji stvaraju u okviru njihove produkcijske kuće. Prva manifestacija održana je juna 2012. godine u Domu omladine Beograda, gde su nastupili V.I.P., Struka, Dada, One Shot, Dripac, McN, Ajzi, Ziplok, Sivilo, Žuti i Arafat. S obzirom na to da je prva manifestacija naišla na dobar odziv kod publike, oktobra 2013. su izdata tri sajfera kao najava za Showcase koji je održan mesec dana nakon toga. Na sajferima se pojavljuju Mali Mire, Kendi, Furio Đunta, Sivilo, Struka, Ikac, Rista, Roleks, Dripac, Reksona, Toni, Sale Tru, Rasta, Žuti i Arafat.
Kasnije, sa porastom popularnosti ove vrste muzike, koncerti su se povećavali, te su 2019. organizovali koncert u Hali sportova, a takođe i na festivalima poput -a i Egzita. Basiviti je od samih početaka Egzit festivala u Novom Sadu imao svoje predstavnike na istom, uključujući i nulti Egzit 2000. godine, kada je Basiviti još uvek bio u procesu nastajanja. Od pre nekoliko godina pevači Basivitija redovno nastupaju zajedno kao deo Bassivity Showcase-a. Zahvaljujući sve većoj slušanosti hip hop muzike u Srbiji, Basiviti je 2019. imao preko 70 muzičara koji su nastupali na ovom festivalu u okviru takozvanog Exit gang-a, među kojima su bili i , Surreal, Kukus, Senidah, Sara Jo, Elon, Bad Copy i drugi. Pored Egzita,  je nastupao i na Sea Dance festivalu,
Basiviti je, tokom 2019. godine, zajedno sa Koka kolom organizovao takmičenje pod nazivom Discovered by Coke, čiji je cilj bio da promovišu mladi umetnici, kao i da izabrani pobednik dobije pesmu u izdanju Basivitija. Mentori takmičarima bili su S.A.R.S, Sara Jo, Leon i Bojana Vunturišević, a sve četvoro finalista snimili su po pesmu sa svojim mentorom. Pobednik ovog takmičenja bio je Predrag Simić, koji je, pored pesme, dobio i spot, jednogodišnji ugovor sa Basivitijem i novčanu nagradu.

## Albumi
Basiviti danas ima preko pedeset izdatih albuma.

### Basiviti mjuzik
- V.I.P. — Ekipa stigla (2002)
- — : Prvi put (2003)
- Šorti — Umotvorine (2003)
- — Takozvani (2003)
- Marčelo — De Facto (2003)
- — Ulice Vol. 1 (2003)
- Struka — Ipak se obrće (2004)
- — 004[14] (2004)
- Edo Majka — Slušaj mater / No Siki... Riki...[15] (2004)
- Suid — Drama koja se šunja sama (2005)
- Lud — U ime igre (2006)
- THC La Familija — T.H.C. La Familija (2007)
- Dada — Radio ubica dečijeg glasa[47] (2009)
- V.I.P. — Živa istina[48] (2010)

### Basiviti didžital
- MCN — Ćelija 44 (2012)
- —  (2012)
- Ziplok — Sve ili ništa (2012)
- Struka — Noći Bugija / Opet tu EP (2012—2013)
- Bvanaman — Velkom tu Dzigi Taun (2013)
- Bvanomator 5000+ — Bvanomator 5000+ (2013)
- Sivilo — Tamna strana sreće (2013)
- — Ulice vol. 2 (2013)
- Ajzi — Jači od smrti (2013)
- Cantwait — Lak na obaraču (2013)
- Žuti — Ko druka (2013)
- Furio Đunta — Lucidan potez / Instant harizma (2013—2014)
- Kendi aka Cantwait — Van dometa (2014)
- Eeva — Part of the plan (2014)
- Brut — Ostrvo bez okeana (2014)
- — Sveža krv vol.1 (2014)
- Rimski — Moj put Mixtape (2014)
- Sivilo — Ljeto kad su me krunisali (2015)
- Struka i Reksona — Totalna Kontrola (2015)
- Rimski — Hustle Grad EP (2015)
- Arafat — Zakuni se (2015)
- Struka — Poslednji Mohikanac EP (2015)
- Dada — Ni na nebu ni na zemlji (2016)
- Ana Nikolić — Labilna (2016)
- Kei — Minut (2017)
- — Sam u kući (2018)
- Mili i Surreal — Malo jači gas (2018)
- Klinac — Pre noći (2018)
- — Season 1 (2018)
- — Season 2 (2019)
- Kukus Klan — Glupi tejp (2019)
- Elon — Nikad Satisfied (2019)
- MCN — 21 gram (2019)
- Senidah — Bez tebe[49] (2019)
- Juice — Hiphopium 4 (2020)
- Senidah — Za Tebe (2023)
- Bojana Vunturišević — Ljubav (2023)
- Sara Jo — Bez Kontrole (2023)

## Spoljašnje veze
- Zvanični veb-sajt (arh.)
- na sajtu
- na sajtu
- na sajtu
- na veb-sajtu  (jezik: engleski)
- na veb-sajtu  (jezik: engleski)